# Лупіньєн-Ортілья
Лупіньєн-Ортілья (ісп. Lupiñén-Ortilla, араг. Lopiñén-Ortilla) — муніципалітет в Іспанії, у складі автономної спільноти Арагон, у провінції Уеска. Населення — 387 осіб (2009).
Муніципалітет розташований на відстані близько 330 км на північний схід від Мадрида, 14 км на захід від Уески.
На території муніципалітету розташовані такі населені пункти: (дані про населення за 2009 рік)
- Лас-Касас-де-Нуево: 7 осіб
- Лупіньєн: 241 особа
- Монтмеса: 96 осіб
- Ортілья: 53 особи

## Демографія
Динаміка населення (INE ):